# Gran Muralla d'Abkhàzia

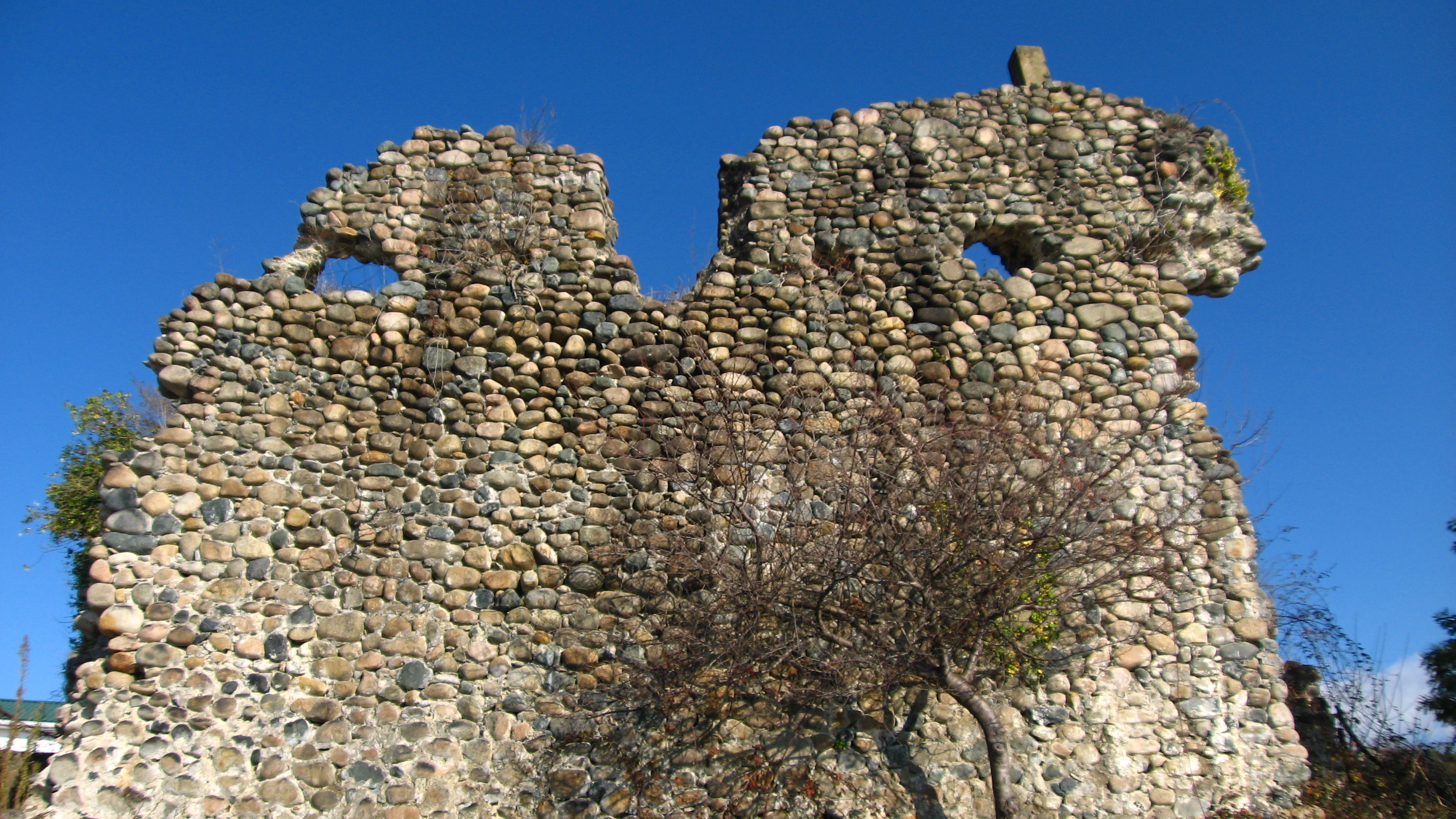
Ruïnes de la primera torre de la Gran Muralla d'Abkhàzia

La Gran Muralla d'Abkhàzia, coneguda també com la muralla del Kelassuri (en abkhaz Кьалашәыр агәар, Kialaixur aruar; en georgià კელასურის კედელი, Kelaixuris kedeli; rus: Келасурская стена́ Kelassúrskaia stenà), és una muralla de pedra que es troba a l'oest de Sukhumi, a Abkhàzia. Probablement el mur va ser construït al segle vi per ordre de l'emperador romà d'Orient Justinià I. Discorria al llarg de 160 quilòmetres des de la rodalia de Sukhumi, vora el riu Kelassuri, fins a la frontera amb Geòrgia, vora l'Enguri. La muralla tenia vora 300 torres, la majoria de les quals parcialment o totalment destruïdes. Al segle xv va perdre tot el seu interès defensiu i, en l'actualitat, només se'n conserven petits fragments.

## Data de construcció
La data de construcció no està establerta i varia, segons les fonts, des dels temps antics fins al segle xvii. Estudis recents la daten provisionalment al segle vi, encara que l'opinió més estesa la circumscriu entre el segle v i el segle vi.
Des que la muralla va ser examinada científicament per primera vegada a començament del segle xix, s'han publicat moltes hipòtesis sobre la seva construcció.
El viatger suís Frédéric Dubois de Montpéreux va afirmar que la muralla va ser construïda pels grecs els últims segles abans de l'era cristiana, per protegir la colònia de Sukhumi (que erròniament va emplaçar prop del cap Kodori).
D'acord amb Mikhaïl Ivàsxenko, el mur va ser construït pels romans d'Orient al segle iv per protegir els seus dominis i controlar els passos de muntanya. Relaciona el nom kelassuri amb la paraula grega clisura, una divisió territorial menor que el tema. Altres historiadors no estan d'acord amb aquesta datació, basant-se en la longitud i l'orientació de la muralla.
Iuri Vóronov, així com alguns coneguts historiadors i arqueòlegs abkhazos, van estudiar la muralla entre 1966 i 1977 i van proposar-ne una nova data de construcció. D'acord amb Vóronov, el príncep Levan II Dadiani de Mingrèlia la va construir entre 1628 i 1653 per protegir els seus dominis —el principat d'Abkhàzia, nominalment vassall de Mingrèlia— dels abkhazos. En el seu treball, Voronov afirma que les arpilleres de la muralla van ser construïdes per a armes de foc. Això es reforça amb les afirmacions de l'historiador georgià Vakhuixti, príncep de Kartli, i el missioner italià Arcangelo Lamberti, que van escriure que les muralles van ser construïdes pels prínceps mingrelians per protegir-se dels abkhazos.

## Característiques

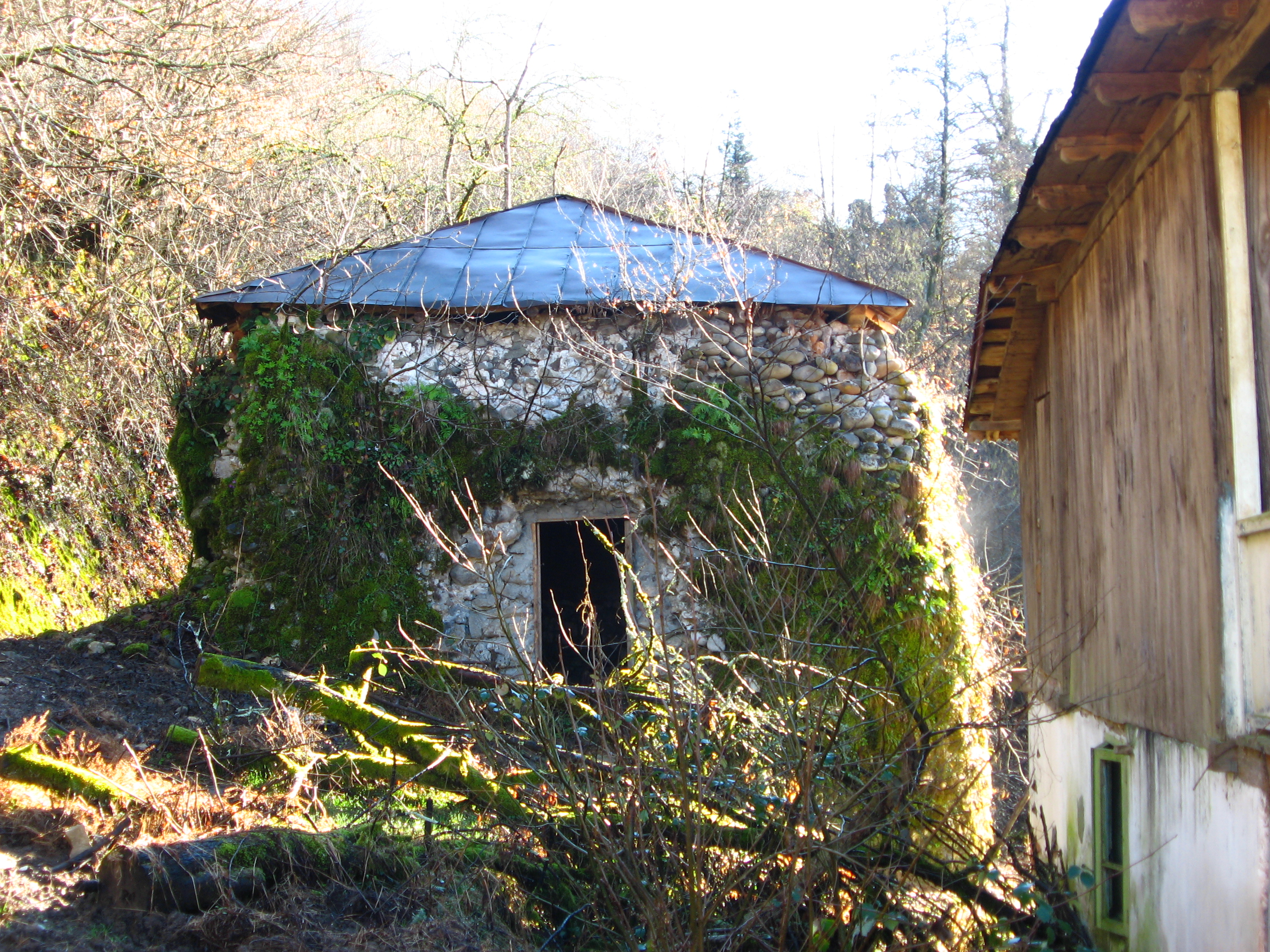
Restes d'una torre de la Gran Muralla d'Abkhàzia

A la desembocadura del riu Kelassuri hi ha les restes d'una gran torre. La muralla discorre cap a l'est, creua el riu Kodori prop de Tsebelda, passa per la rodalia de Tkvartxeli i finalitza pels voltants del poblat de Lekukhona, a la riba dreta de l'Enguri.
La muralla tenia una extensió de 160 quilòmetres, i fins a 4 metres d'amplària en algunes zones. Construïda de pedra calcària, la muralla estava esquitxada durant el seu recorregut per tot de torres defensives i també de guaita, i entre les unes i les altres es diu que podien haver arribar a un parell de milers.
La majoria de les fortificacions es localitzen a la part occidental de la muralla, entre els rius Kelassuri i Mokvi. La riba esquerra del Kelassuri i els passos de muntanya van estar especialment fortificats. A l'altra part només s'han trobat quatre torres, entre Tkvartxeli i l'Enguri.

## Torres
La muralla no era contínua i els seus constructors van usar els obstacles naturals com ara penya-segats i gorges. S'han localitzat 279 torres pertanyents a la muralla, amb un centenar de destruïdes. La distància usual entre les torres era entre 10 i 120 metres. A les zones on la muralla no era contínua, podien estar separades 300, 500 o 1.000 metres les unes de les altres.
Totes les torres eren de base rectangular, de 7 x 8 metres o 8 x 9 metres, amb una alçària entre els 4 i els 6 metres, algunes de les quals amb els fonaments excavats. Cara torre tenia una porta a la paret sud, envoltada de grans pedres, i algunes vegades duien afegida una escala estreta. Les espitlleres estaven orientades cap al nord o l'oest, al segon pis.
La muralla pràcticament ha desaparegut, però se'n poden observar els millors vestigis pels voltants del riu Mokvi, a mig camí entre Sukhumi i l'Enguri.